# Escudo de Alcalá de Chivert

Escudo actual, rehabilitado en 2020, que recupera las cruces griegas de la Orden de Montesa.

El escudo de Alcalá de Chivert es el símbolo representativo oficial del municipio valenciano de Alcalá de Chivert. Tiene el siguiente blasón:

«Escudo cuadrilongo de punta redonda. En campo de azur, un castillo de su color de un homenaje, alzado sobre un talud, mazonado y aclarado de sable, acostado a diestra de una estrella de ocho puntas, y a siniestra de un cáliz con una hostia, todo de plata, y surmontadas las tres figuras, de sendas cruces de Montesa. Por timbre, corona real abierta, tradicional en el Reino de Valencia.»

## Historia
Aunque el Ayuntamiento utilizó desde principios del siglo XX un escudo con tres cruces latinas, en 2020 recuperó las cruces griegas del escudo primitivo.
El escudo de Alcalá de Chivert, con trescientos años de testimonios gráficos y escritos con ligeras variantes, lo viene utilizando el Ayuntamiento en casi todo el siglo XX, y solo equivoca el tipo de cruz, que debería ser griega, como se ve en los escudos más antiguos, por su pertenencia durante siglos a Montesa. Actualmente el Ayuntamiento utiliza en casi toda su correspondencia y documentación gráfica, desde 1997, una estilización, un escudo de diseño, un logotipo del escudo anterior y que presenta algunas diferencias: la hostia es de oro y, el castillo está abierto y sin aterrazar.
La evolución del escudo municipal en los últimos tres siglos, tanto en representaciones gráficas como en comentarios descriptivos, ha sido la siguiente:
- En la clave del arco de la puerta de la casa Abadía existe un escudo esculpido de 1709, que coincide con la descripción heráldica excepto en que no aparece la hostia.
- En la fachada de la iglesia parroquial, encima de la puerta principal, existe un escudo de piedra del siglo XVIII, con todos los elementos del anterior.
- En la bandera del pueblo hay bordado un escudo del siglo XIX, que mantiene los elementos de los escudos anteriores.
- En 1873 se publicaba la siguiente descripción:[4]

El escudo de armas que usa el ayuntamiento de esta población, consiste en un fuerte cuadrangular, en cuyo centro tiene un portal, coronado de almenas: sobre este fuerte se eleva una pequeña torrecita cuadrada sobre la cual hay una cruz, á la parte derecha tiene un cáliz con la hostia y sobre ésta otra cruz aislada; y á la izquierda tiene una estrella paralela al cáliz y sobre ésta otra cruz formando simetría con la de la parte derecha.

- En 1905 se publicaba otra descripción:[5]

Consiste el de esta villa de un castillo coronado de almenas; sobre él se eleva una torrecilla cuadrada surmontada por una cruz. En la parte derecha hay un cáliz con la hostia, y sobre ella una pequeña cruz aislada, y en la izquierda una estrella paralela al cáliz y con otra cruz igual á la del lado derecho.

- El escudo es representado y descrito otra vez en el año 1913:[6]

ESCUDO DE ARMAS: Consiste en un castillo rematado por tres almenas y coronado por tres cruces cuadradas en el aire. A la derecha hay un cáliz con una hostia; á la izquierda una estrella.

- En un documento oficial del Ayuntamiento tramitado en el año 1919 aparece un sello con el escudo, y la forma del castillo corresponde con la actual.
- En la fachada del Ayuntamiento, sobre la puerta que recae en la calle Purísima, hay un escudo del siglo XX, copia del situado en la fachada de la iglesia, aunque estilísticamente diferente.

El castillo hace referencia al castillo de Xivert y puede que también a la etimología del topónimo, que en árabe significa castillo o fortín. La estrella y el cáliz pueden referirse a la Virgen y a Jesús, como protectores de la población. Y las tres cruces son por el dominio que tuvo durante mucho tiempo la orden de Montesa sobre Alcalá.

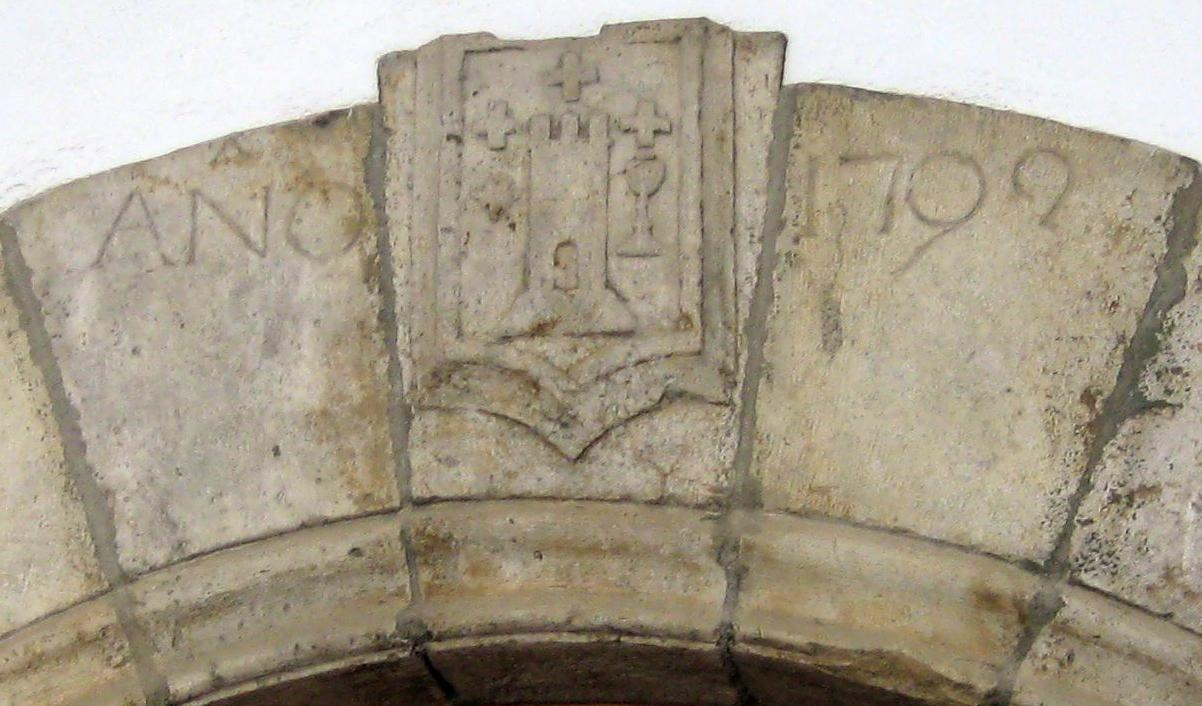
Escudo sobre la puerta de la casa Abadía
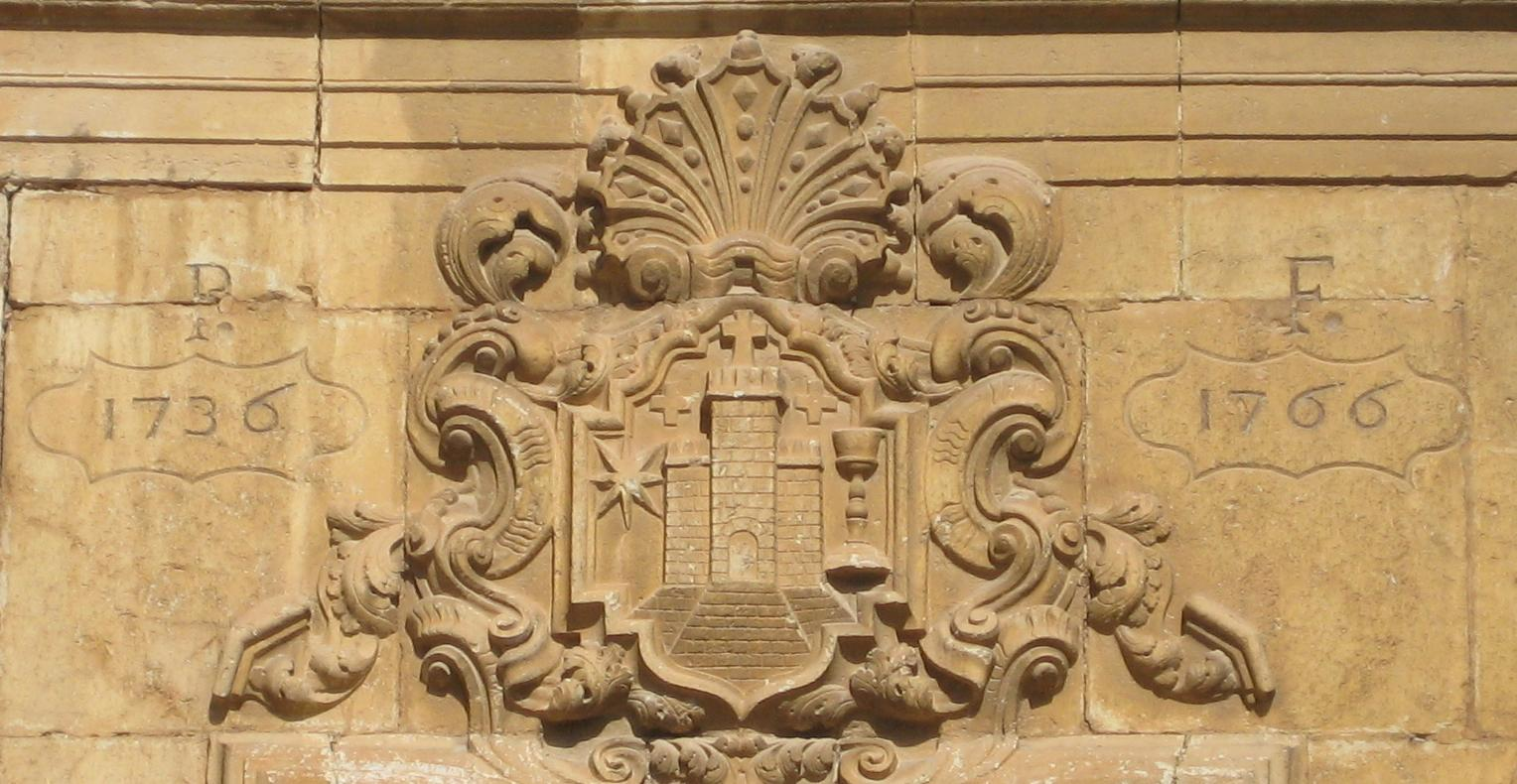
Escudo de la fachada de la iglesia parroquial
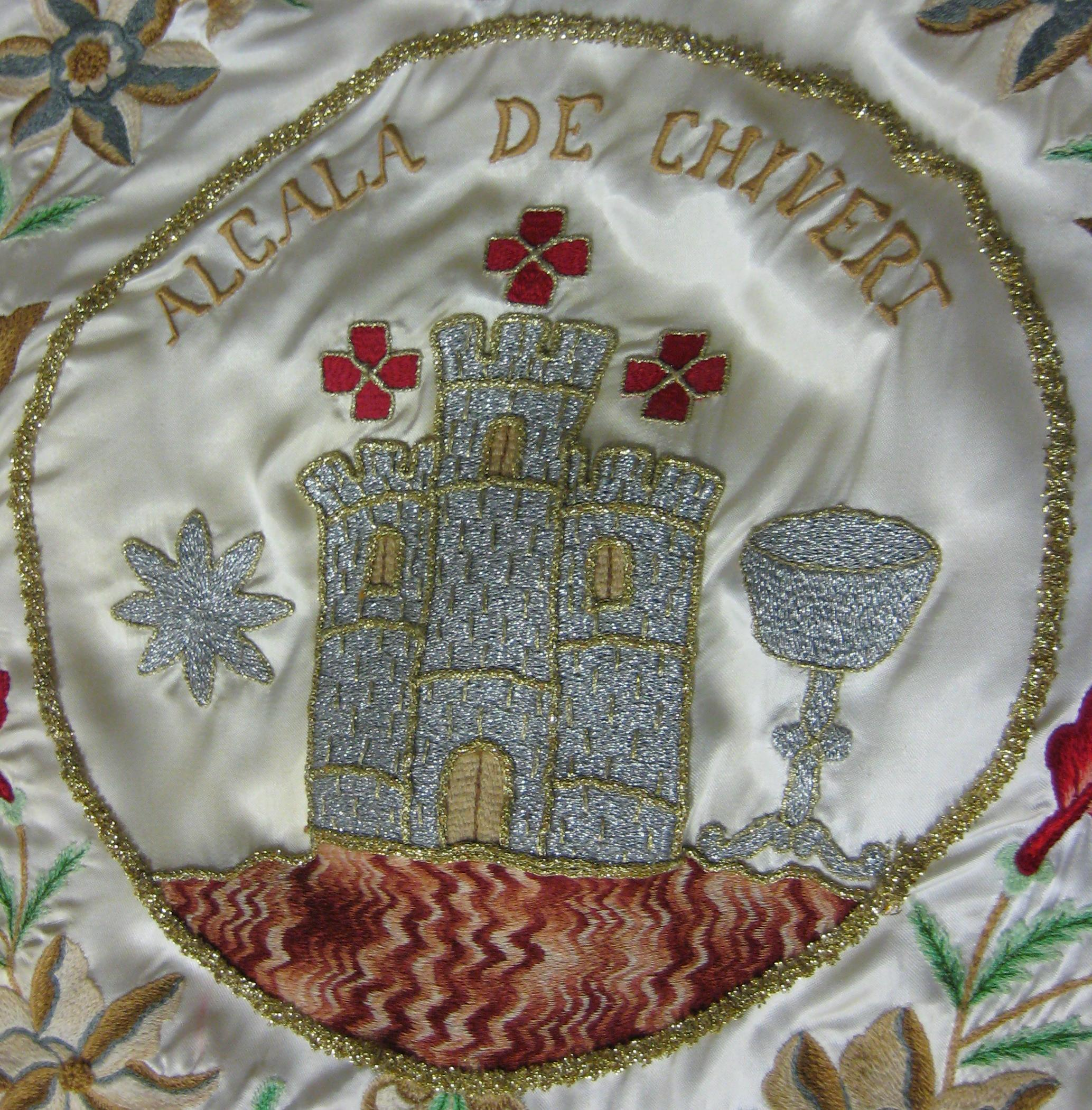
Copia del siglo XX del escudo bordado en la bandera
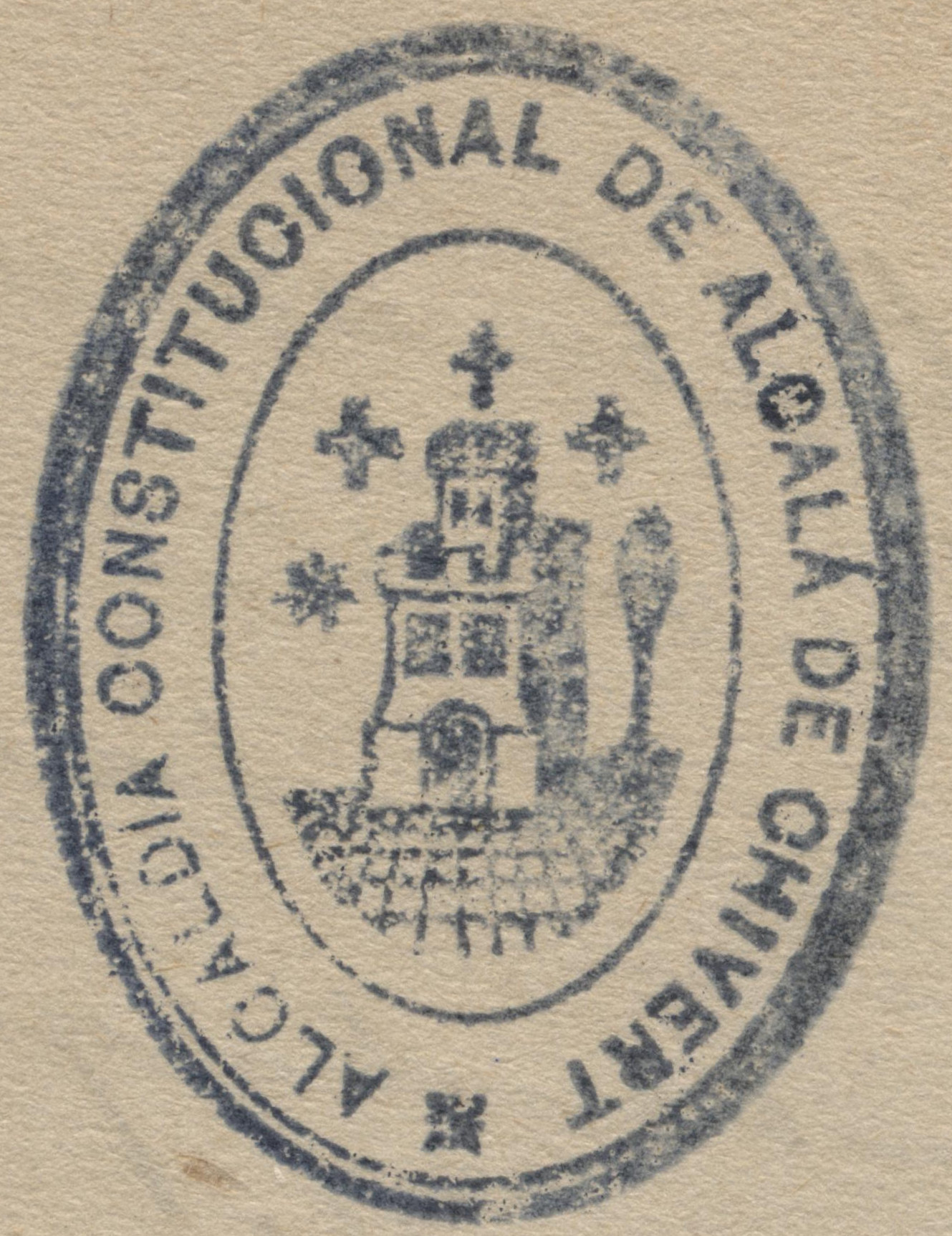
Escudo de 1919 sellado sobre papel
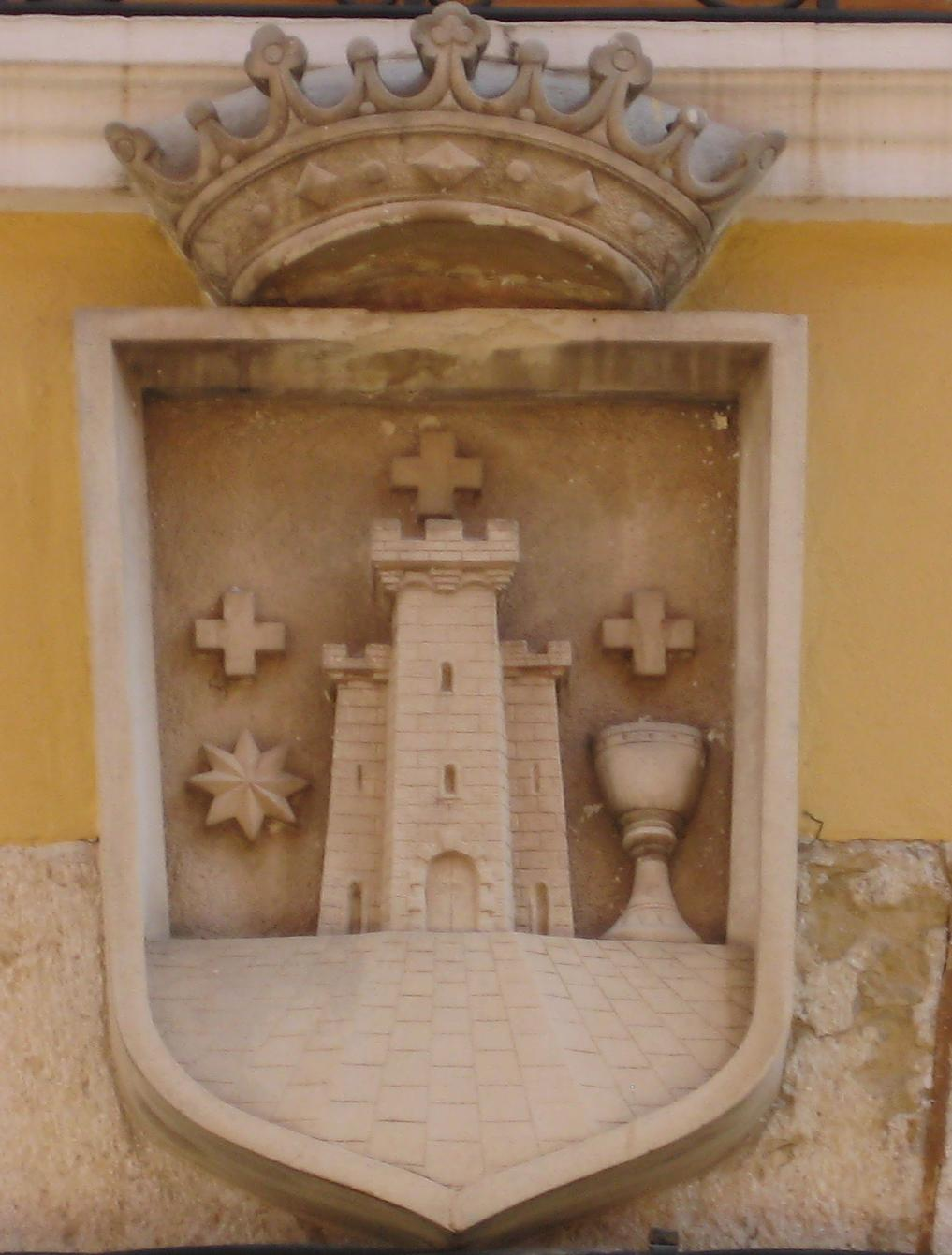
Escudo de la fachada del Ayuntamiento
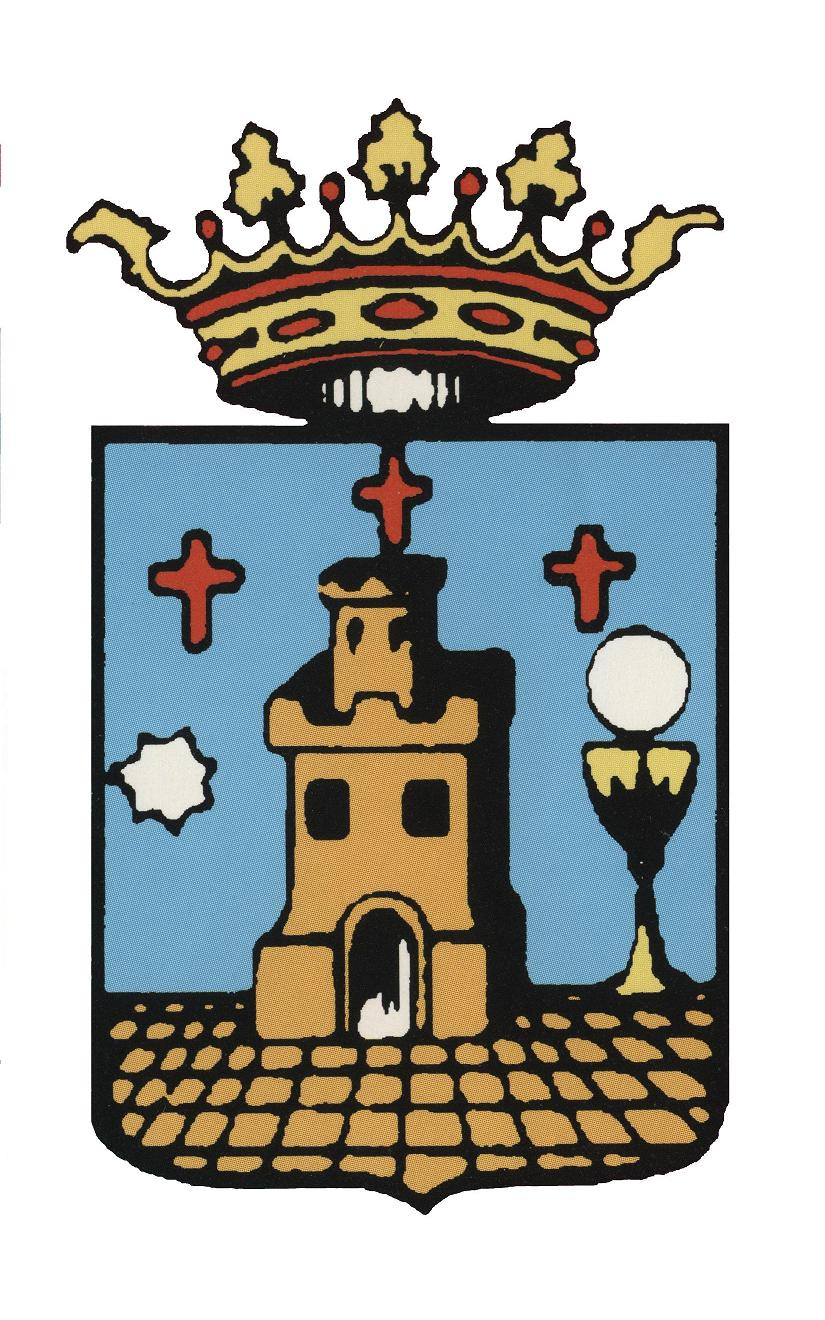
Escudo utilizado durante la mayor parte del siglo XX
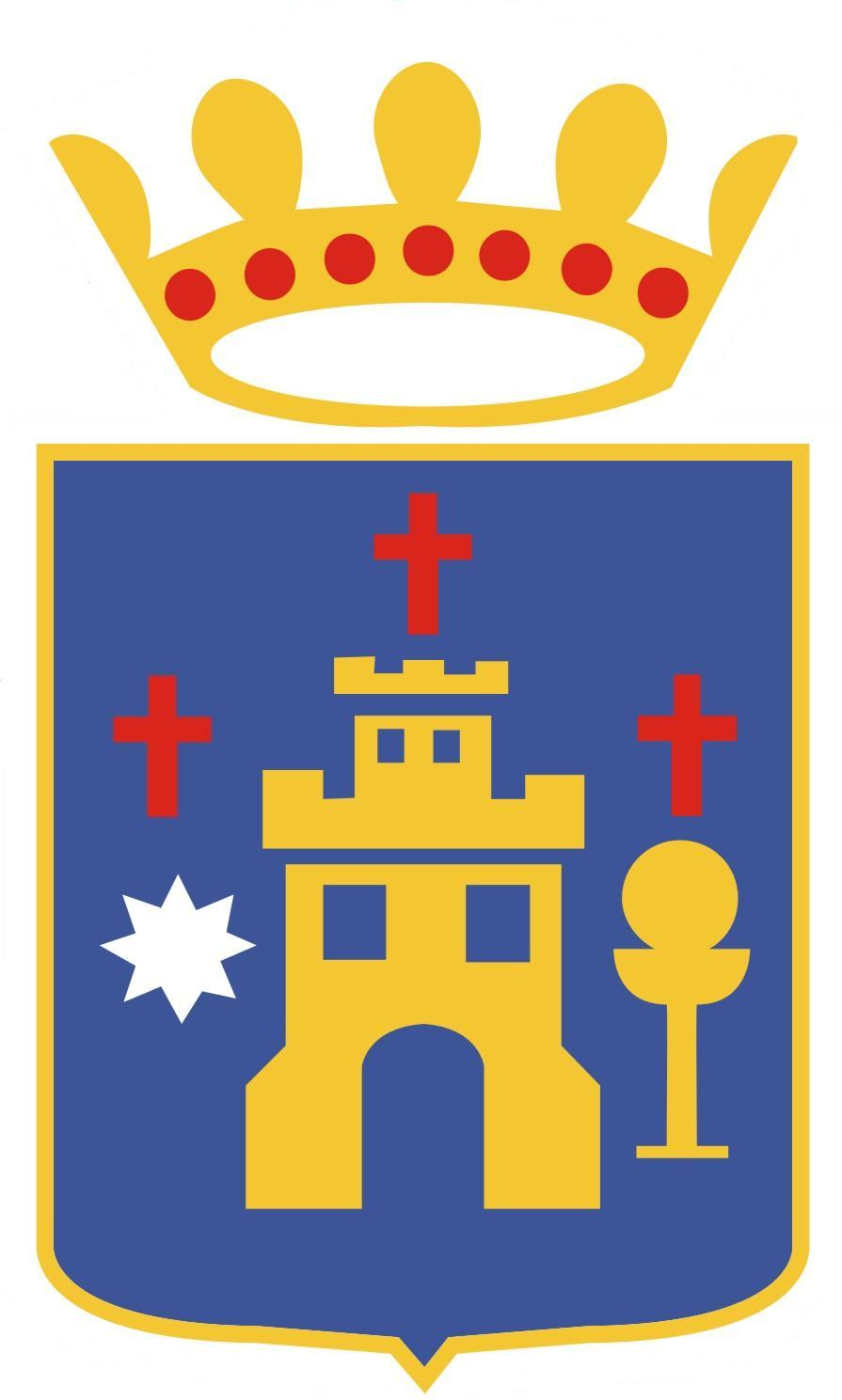
Logotipo utilizado durante un tiempo.